# Kai Kaila
Kai Kalervo Kaila, född 23 maj 1951 i Helsingfors, är en finländsk  zoolog.
Kaila blev filosofie doktor 1982. Han var 1983–1992 docent i zoofysiologi vid Helsingfors universitet och blev 1994 professor i ämnet. Han var akademiprofessor 1996–2006. År 2001 utnämndes han till ledamot av Finska Vetenskapsakademien.
Kaila är en av den finländska cellforskningens pionjärer. Han har studerat bland annat nervcellens biofysiska mekanismer.

## Utmärkelser
- Riddartecknet av I klass av Finlands Vita Ros’ orden,  6 december 2003[2]

[Redigera Wikidata]